# گاس میرس

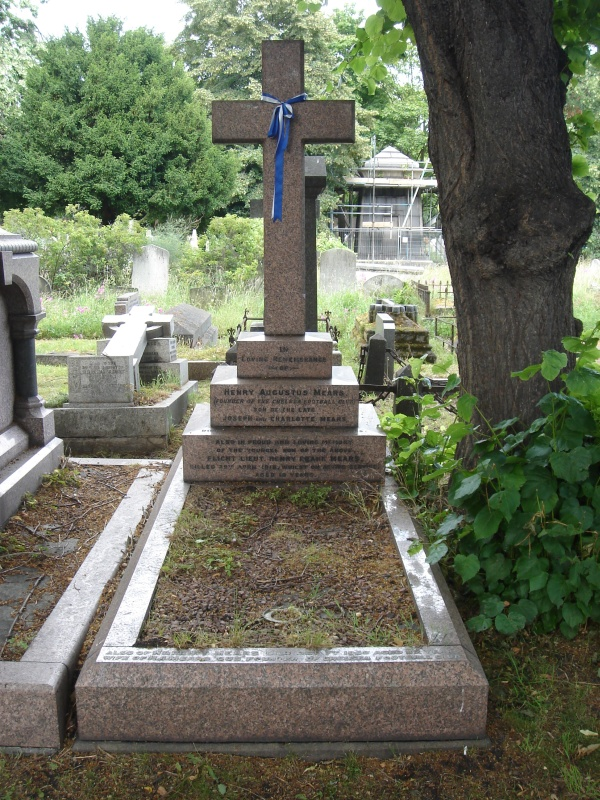
آرامگاه گاس میرس

هنری آگوستوس "گاس" مریس (به انگلیسی: Gus Mears) (زاده ۱۸۷۳ - درگذشته ۴ فوریه ۱۹۱۲) تاجر انگلیسی است که قابل توجه‌ترین فعالیت وی تأسیس ورزشگاه برای باشگاه فوتبال چلسی است.
وی در سال ۱۸۹۶ به همراه برادرش جوزف میرس ورزشگاه استمفورد بریج که مخصوص دوومی‌دانی بود را خریداری کرد.وی برای توسعه ورزشگاه زمین‌های اطراف را نیز خریداری کرد که این ورزشگاه را برای مسابقات فوتبال آماده کند.
وی در سال ۱۹۱۲ در ۳۹ سالگی درگذشت.آرامگاه وی در قبرستان بریمپتون در لندن قرار دارد.